# Oudezijds Voorburgwal

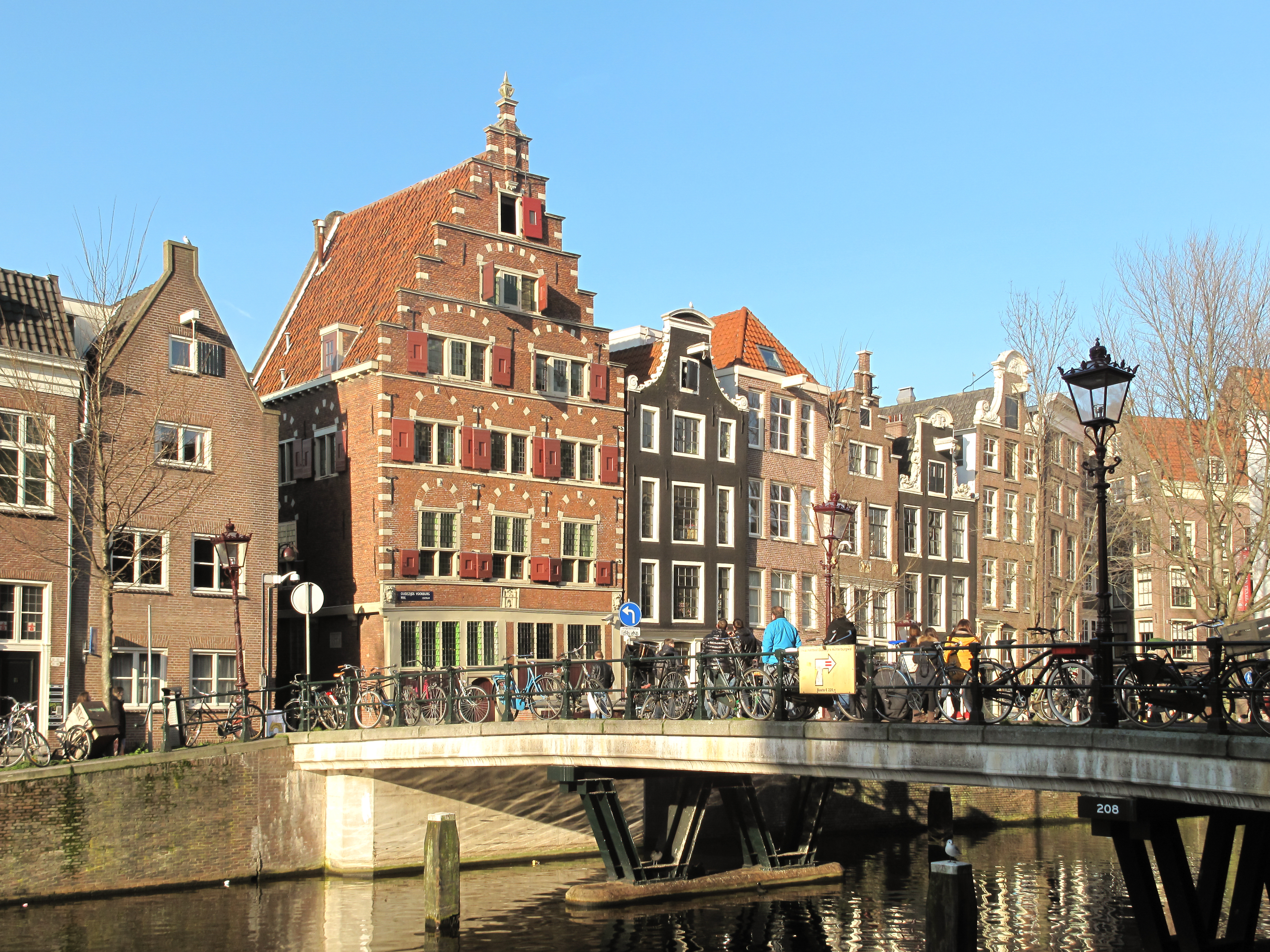
Oudezijds Voorburgwal met de markante trapgevel van het Het Wapen van Riga (OZ Voorburgwal 14), een 17e-eeuws koopmanshuis.

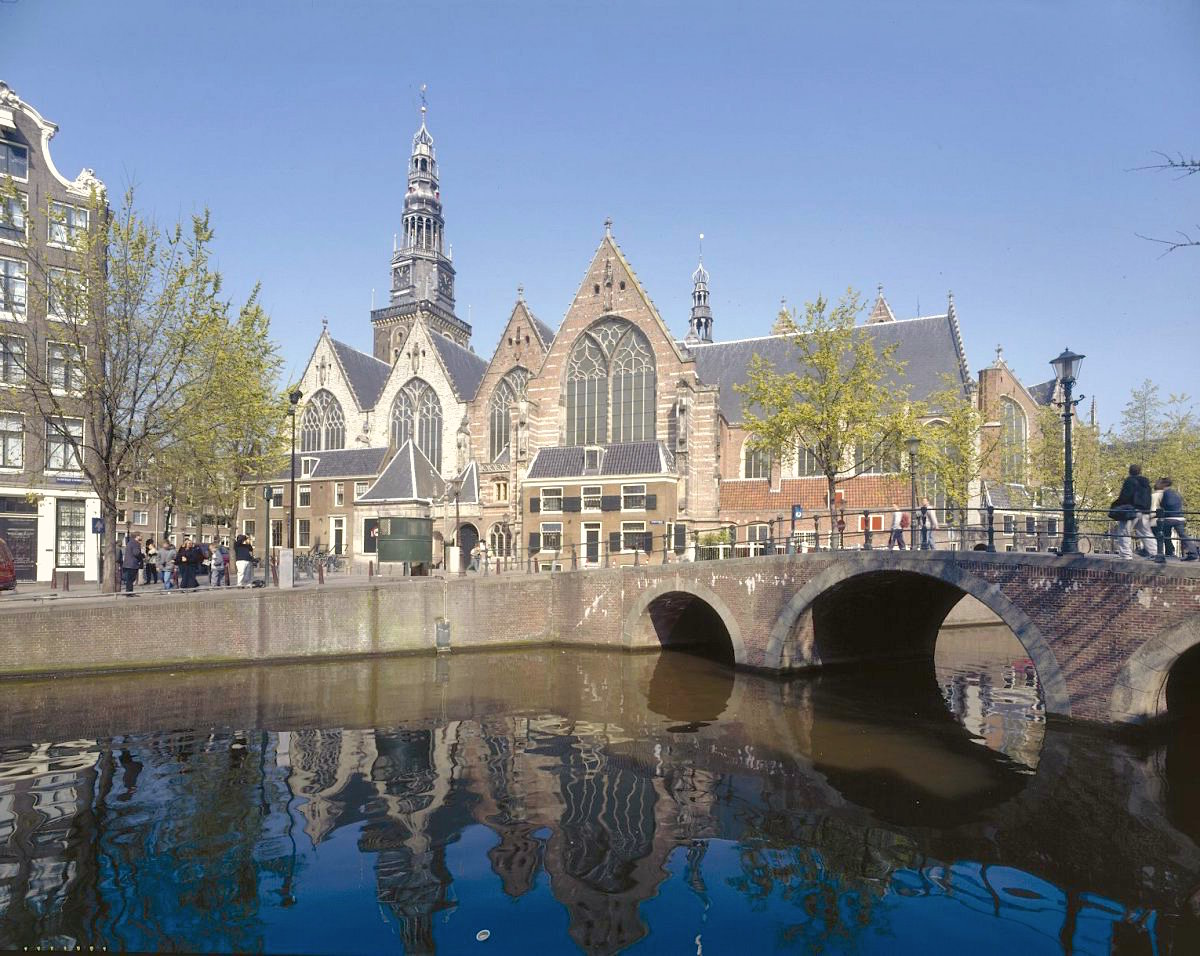
De Oude Kerk is het belangrijkste monumentale gebouw aan de Oudezijds Voorburgwal.

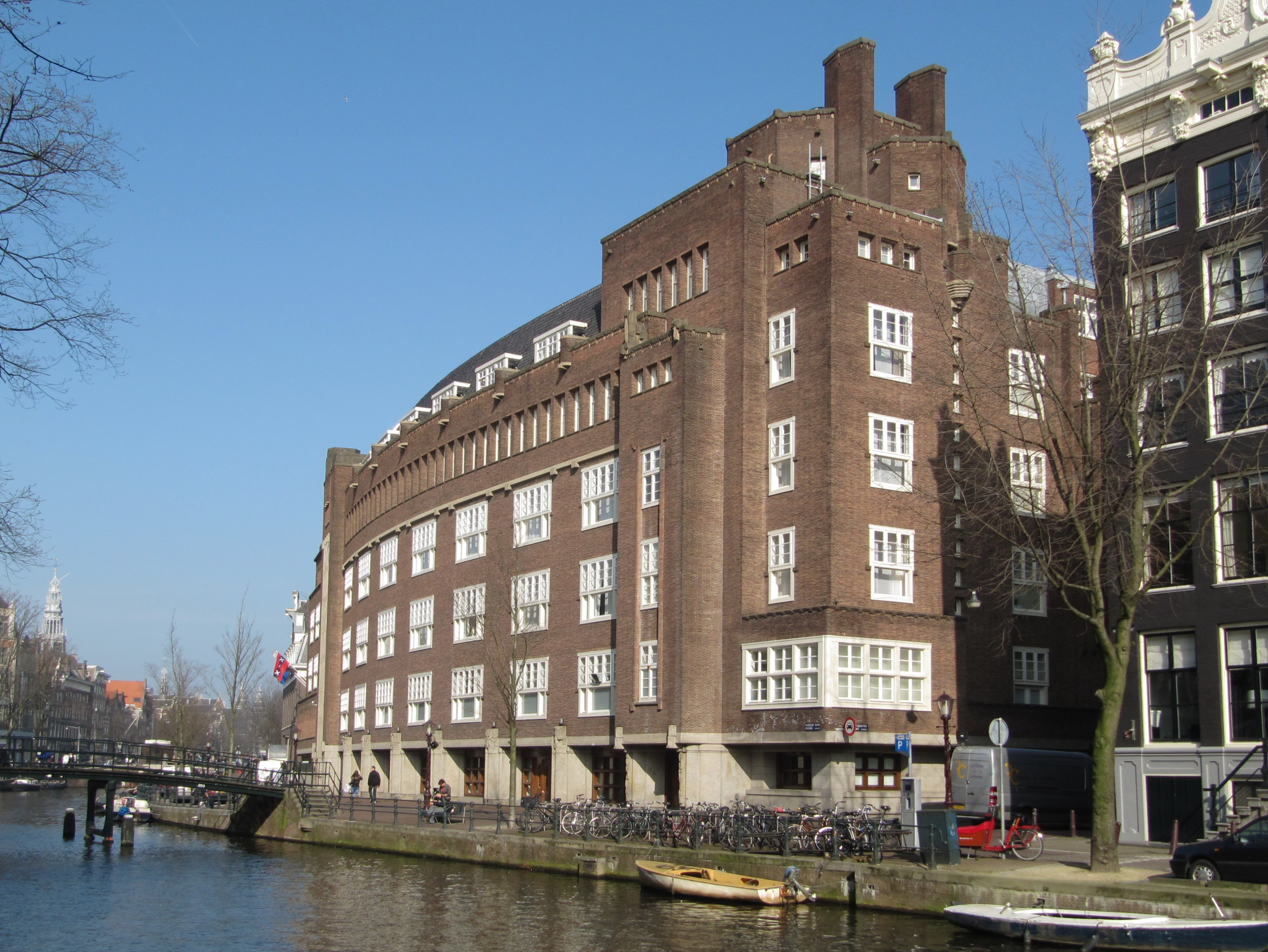
De uitbreiding van het stadhuis met moderne gevel in Amsterdamse School-stijl naar ontwerp van N. Lansdorp uit 1926.

De Oudezijds Voorburgwal, vaak afgekort tot OZ Voorburgwal, is een straat en gracht op De Wallen in het centrum van Amsterdam. De OZ Voorburgwal loopt van de Grimburgwal in het zuiden naar de Zeedijk in het noorden, waar hij overgaat in de Oudezijds Kolk, de uitwatering op het IJ.
De brug over de OZ Voorburgwal tussen Damstraat en Oude Doelenstraat (brug nr. 204) vormt een duidelijke scheidingslijn tussen het rumoerige noordelijke Wallendeel en het rustige zuidelijke deel. Aan de ene kant is het een van de bekendste straten van de Wallen, vol seksshops, raamprostituees, peepshows, bordelen, kroegen en coffeeshops (The Bulldog heeft hier zelfs meerdere filialen en een hotel). Aan de andere kant staat het ook vol monumentale grachtenpanden uit de Gouden Eeuw en overblijfselen van de vele kloosters die hier in de middeleeuwen stonden.

## Geschiedenis
Van oorsprong was de OZ Voorburgwal een kreek die verder uitgegraven werd tot een gracht om het oostelijke deel van de stad, de oude zijde. Voor 1385 deelde de Amstel de stad Amsterdam in twee vrijwel gelijke delen, de oude zijde met de Oude Kerk en de nieuwe zijde met de Nieuwe Kerk. Ter bescherming van de stad werd aan elke zijde een gracht gegraven met daarachter een burgwal, een aarden wal, voorzien van een houten palissade ter afscherming. Toen achter deze wallen omstreeks 1385 nieuwe wallen werden aangelegd, werd de bestaande wal de Voorburgwal en de nieuwe wal de Achterburgwal, en dit zowel aan de oude als de nieuwe zijde. Zo ontstonden de Oudezijds Voorburgwal, Oudezijds Achterburgwal, Nieuwezijds Voorburgwal en Nieuwezijds Achterburgwal (nu Spuistraat).
In de 17e en 18e eeuw werd de gracht meestal de Fluwelenburgwal genoemd. Bij de bouw van de panden aan de Oudezijds Voorburgwal in de Gouden Eeuw werden ook grachtentuinen aangelegd achter de herenhuizen. Tegenwoordig zijn ze vrijwel allemaal verdwenen.
De bierkaai was de kade aan de Oudezijds Voorburgwal, bij de Oude Kerk, waar de vaten met bier aankwamen en sjouwers werkten die de zware vaten laadden en losten. De bewoners van dit deel van Amsterdam stonden bekend als onoverwinnelijke vechtersbazen. Daarvan is het spreekwoordelijke "vechten tegen de bierkaai" afgeleid: je inzetten voor een hopeloze zaak.

## Bekende gebouwen
Aan de Oudezijds Voorburgwal bevinden zich meer dan honderd rijksmonumenten. Enkele bekende bouwwerken aan de OZ Voorburgwal zijn:
- De Oude Kerk, het oudste gebouw van Amsterdam, aan het Oudekerksplein tussen OZ Voorburgwal en Warmoesstraat.
- Op nr. 14 staat het oudste stenen woonhuis van Amsterdam, sinds lang in gebruik bij het Leger des Heils en jarenlang de woning van majoor Bosshardt.
- Het Prinsenhof (OZ Voorburgwal 197), nu het vijfsterrenhotel Hotel The Grand. Dit voormalige klooster werd na de Alteratie in 1578 verbouwd tot het Prinsenhof. Toen koning Lodewijk I in 1808 zijn intrek nam in het Paleis op de Dam verhuisde het stadsbestuur naar het Prinsenhof. Het gebouw diende als stadhuis van Amsterdam tot in 1988 de Stopera in gebruik werd genomen. De uitbreiding van het stadhuis met moderne gevel in Amsterdamse School-stijl naar ontwerp van N. Lansdorp dateert uit 1926.
- De Agnietenkapel (OZ Voorburgwal 231), een kloosterkapel uit 1470, in 1631 verbouwd tot het Athenaeum Illustre, de voorloper van de Universiteit van Amsterdam. Sinds 1988 is hier het Universiteitsmuseum gehuisvest.
- Ons' Lieve Heer op Solder (OZ Voorburgwal 40), een voormalige schuilkerk, nu een cultuurhistorisch museum.
- De Gecroonde Raep (OZ Voorburgwal 57), een woonhuis gebouwd door Hendrick de Keyser. Dit is een bekend voorbeeld van een trapgevel in de Amsterdamse renaissancestijl van De Keyser.
- Het Wapen van Riga (OZ Voorburgwal 14), een 17e-eeuws koopmanshuis.
- Vredenburgh, een pand waarvan de oudste delen uit de 15e eeuw dateren
- Stadsbank van Lening (De Lommerd), Oudezijds Voorburgwal 300.
- Het Huis aan de Drie Grachten staat aan het zuidelijke einde van de Oudezijds Voorburgwal op het punt van samenkomst van deze gracht met de Oudezijds Achterburgwal en de Grimburgwal.

## Bruggen
De Oudezijds Voorburgwal wordt door acht bruggen overspannen:
| Brugnummer | Naam               | Gebruik            | Type       | Wijdte doorvaartopening | Hoogte doorvaartopening | Beheer  |
| ---------- | ------------------ | ------------------ | ---------- | ----------------------- | ----------------------- | ------- |
| 208        | Armbrug            | Oudezijds Armsteeg | Vaste brug | 8.00                    | 1.80                    | Centrum |
| 207        | Liesdelsluis       | Lange Niezel       | Vaste brug | 5.43                    | 1,80                    | Centrum |
| 206        | Oudekerksbrug      | Oudekennissteeg    | Vaste brug | 11.59                   | 1.80                    | Centrum |
| 205        | Sint-Jansbrug      | Sint Jansstraat    | Vaste brug | 15,59                   | 2,38                    | Centrum |
| 204        | Varkenssluis       | Damstraat          | Vaste brug | 5,18                    | 2,06                    | Centrum |
| 203        | Lommertbrug        | Enge Lombardsteeg  | Vaste brug | 6,60                    | 1,94                    | Centrum |
| 105        | Makelaarsbruggetje | Sint Barberensteeg | Vaste brug | 6.90                    | 1.98                    | Centrum |
| 201        | Sleutelbrug        | Grimburgwal        | Vaste brug | 6.96                    | 1,92                    | Centrum |

Bij de doorvaarthoogtes in de tabel dient men rekening te houden met het feit dat de Oudezijds Achterburgwal net zoals alle andere grachten in de binnenstad op - 0,40 m van het NAP ligt. Met de drie noordelijke bruggen is iets bijzonders aan de hand:
- de Armbrug was nooit een welfburg, maar een platte brug en werd als zodanig gemoderniseerd
- de Liesdelburg was een welfbrug, werd een platte liggerbrug en werd teruggerestaureerd
- de Oudekerksbrug was een houten brug en werd pas laat 20e eeuw omgebouwd tot welfbrug ("architectonische leugen").

## Wetenswaardigheden
- De Oudezijds Voorburgwal staat afgebeeld op Ruiten aas van het standaard kaartspel met Nederlands beeld.
- Op huidig nr. 244 woonde van 1602 tot 1618 de schrijver Gerbrand Adriaensz. Bredero. Op nr. 30 woonde de zeehandelaar Lambert van Tweenhuysen, oprichter van de Noordsche Compagnie.

## Afbeeldingen

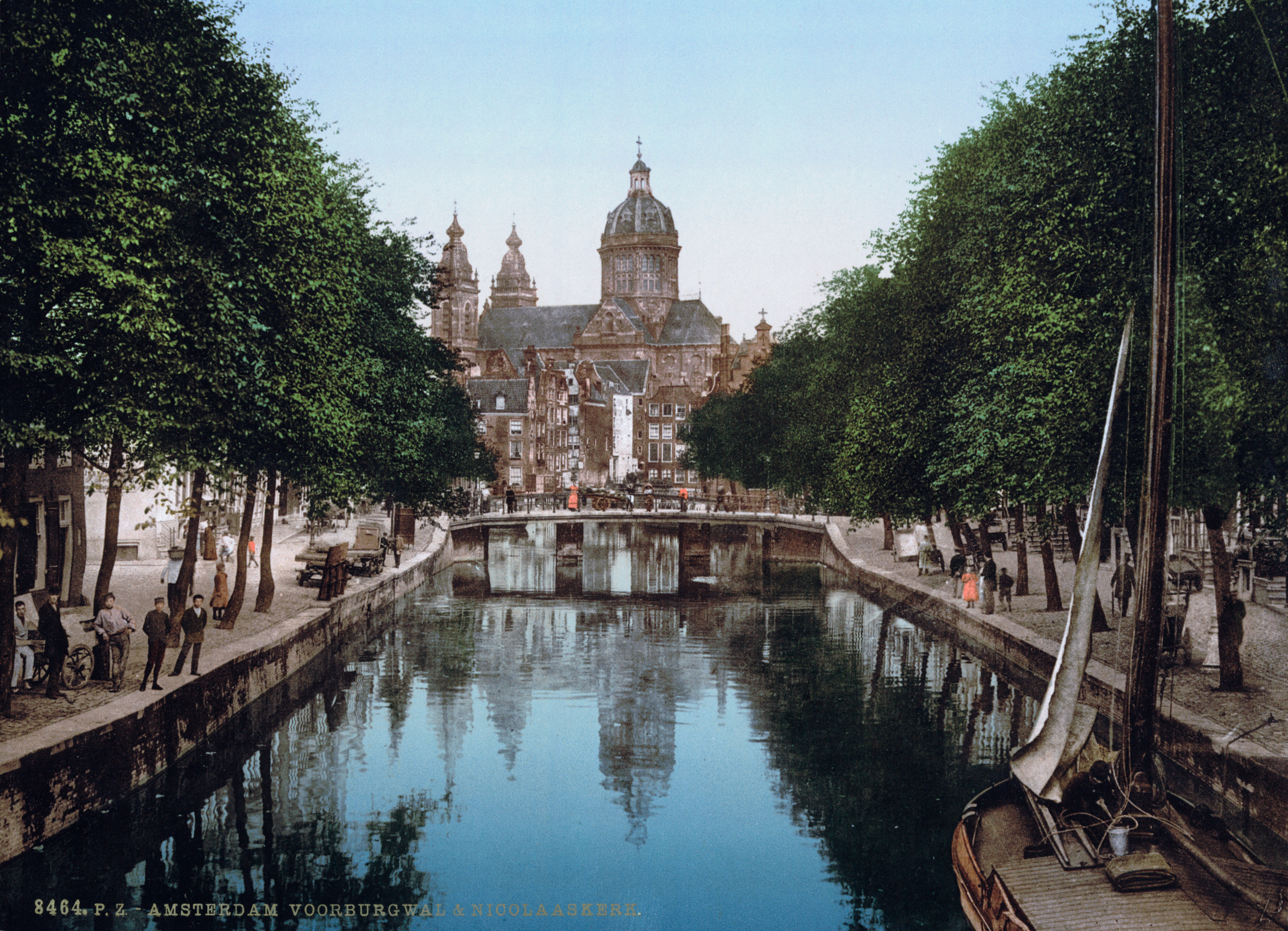
Aan de noordzijde van de Oudezijds Voorburgwal wordt het uitzicht beheerst door de Sint-Nicolaasbasiliek. Foto van circa 1890.
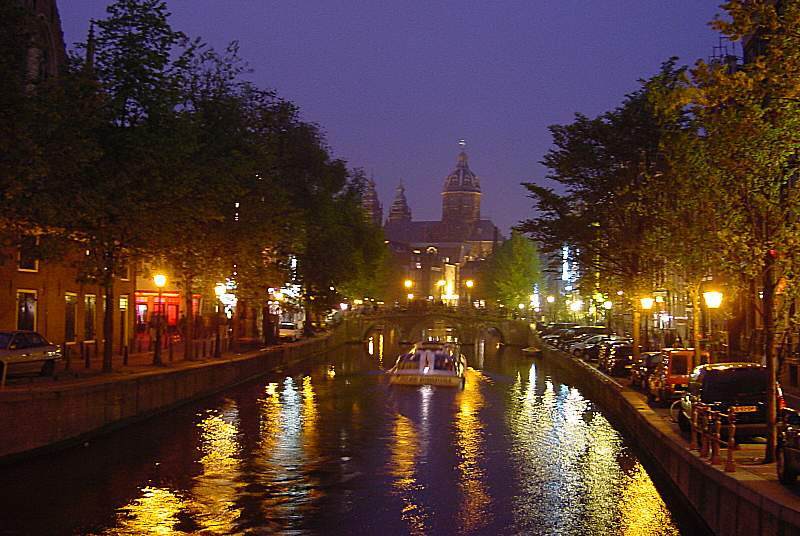
Oudezijds Voorburgwal en silhouet van de Sint-Nicolaasbasiliek bij nacht
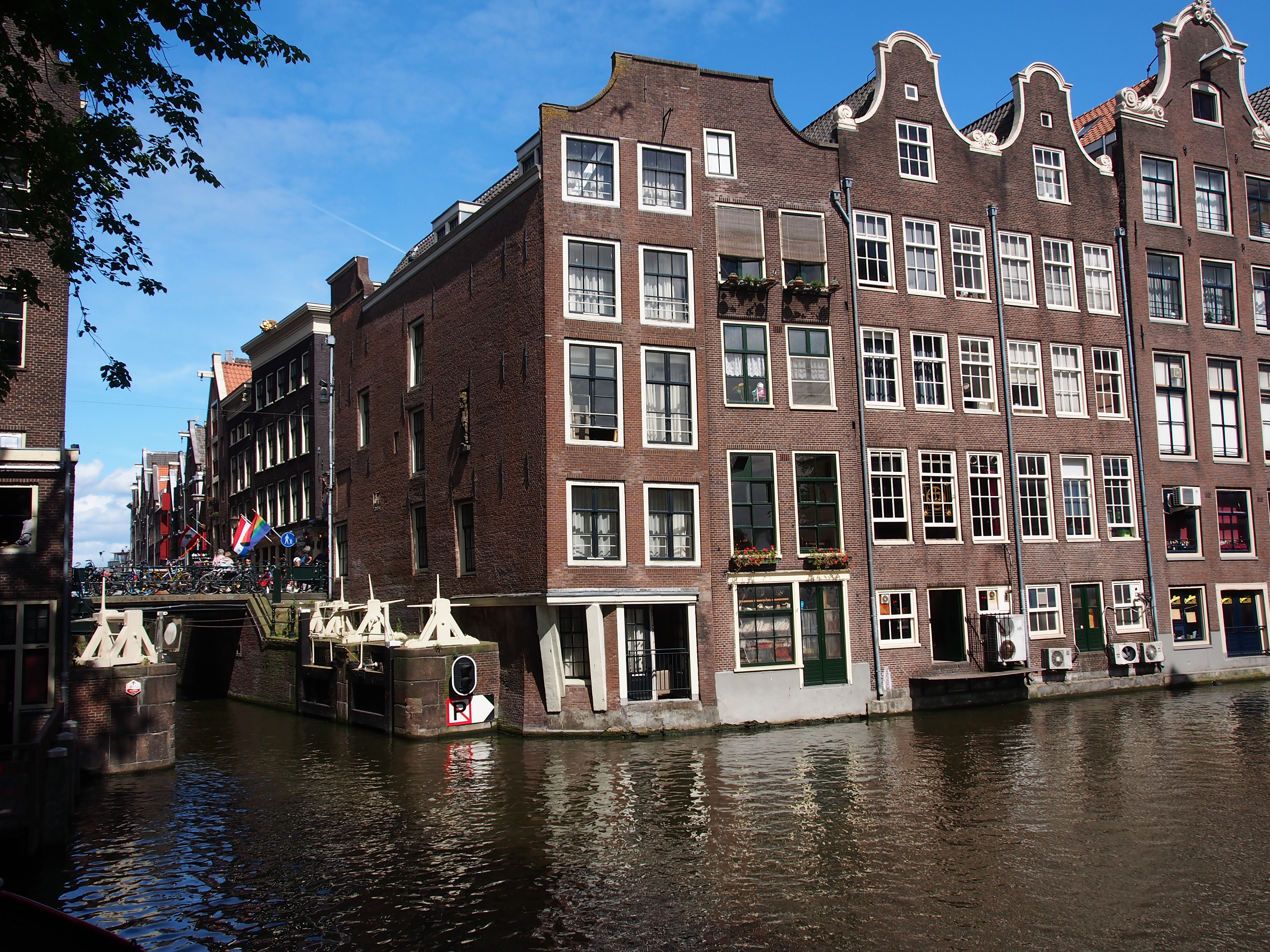
Oudezijds Voorburgwal, Zeedijk en Oudezijds Kolk
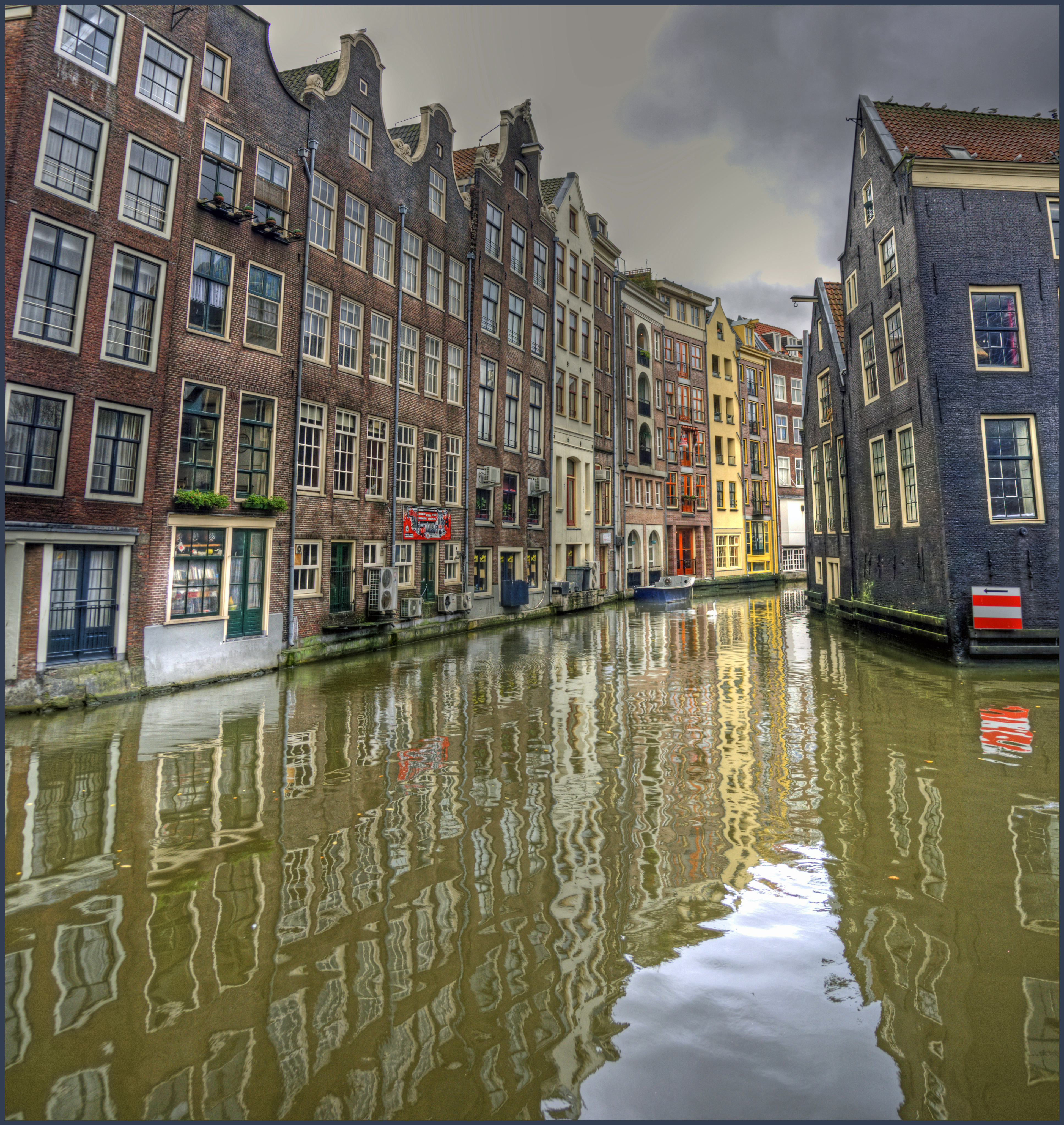
Oudezijds Voorburgwal hoek Oudezijds Achterburgwal
Ons' Lieve Heer op Solder Oudezijds Voorburgwal 40.
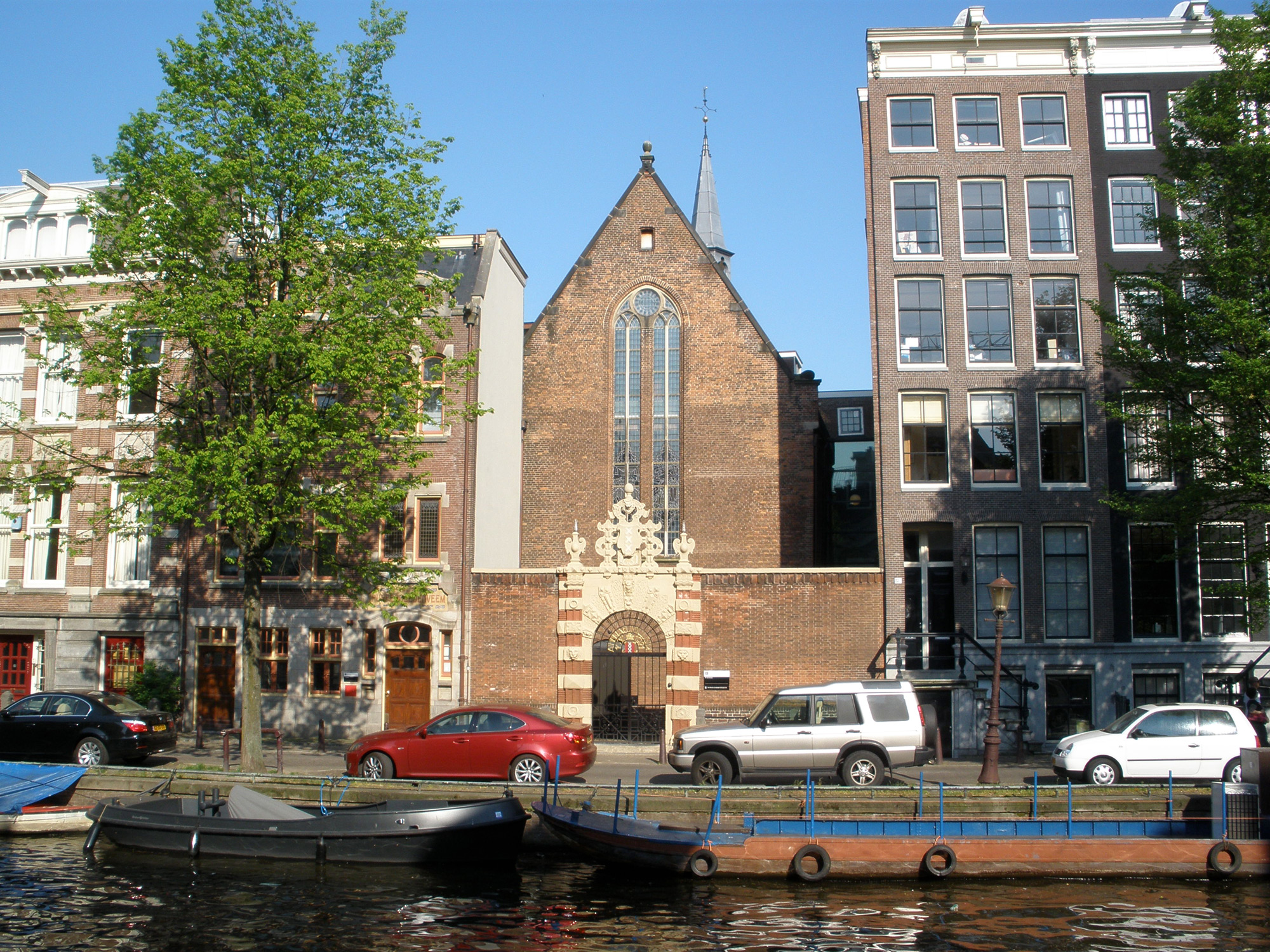
De Agnietenkapel
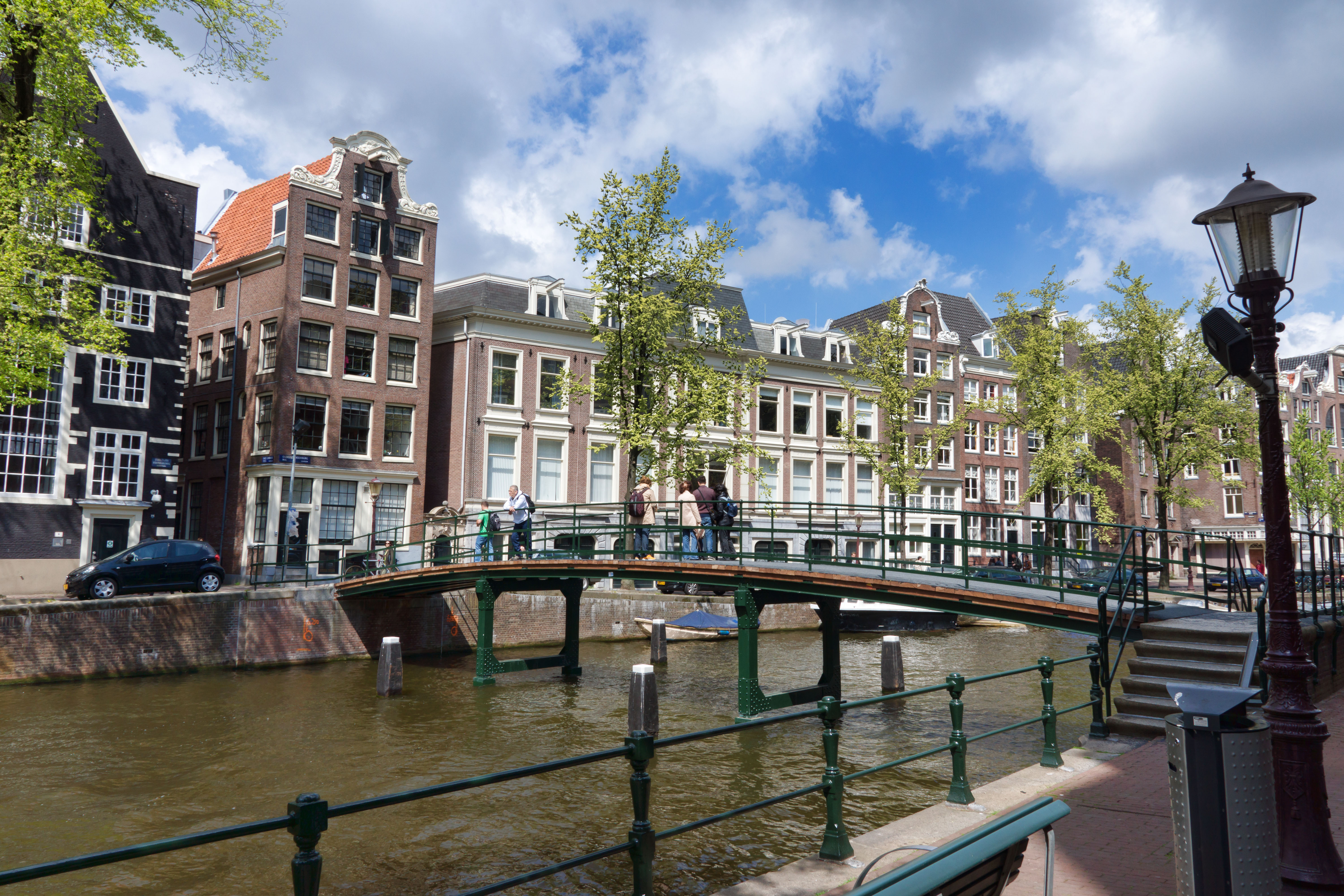
Voetgangersbrug: de Lommerdbrug.
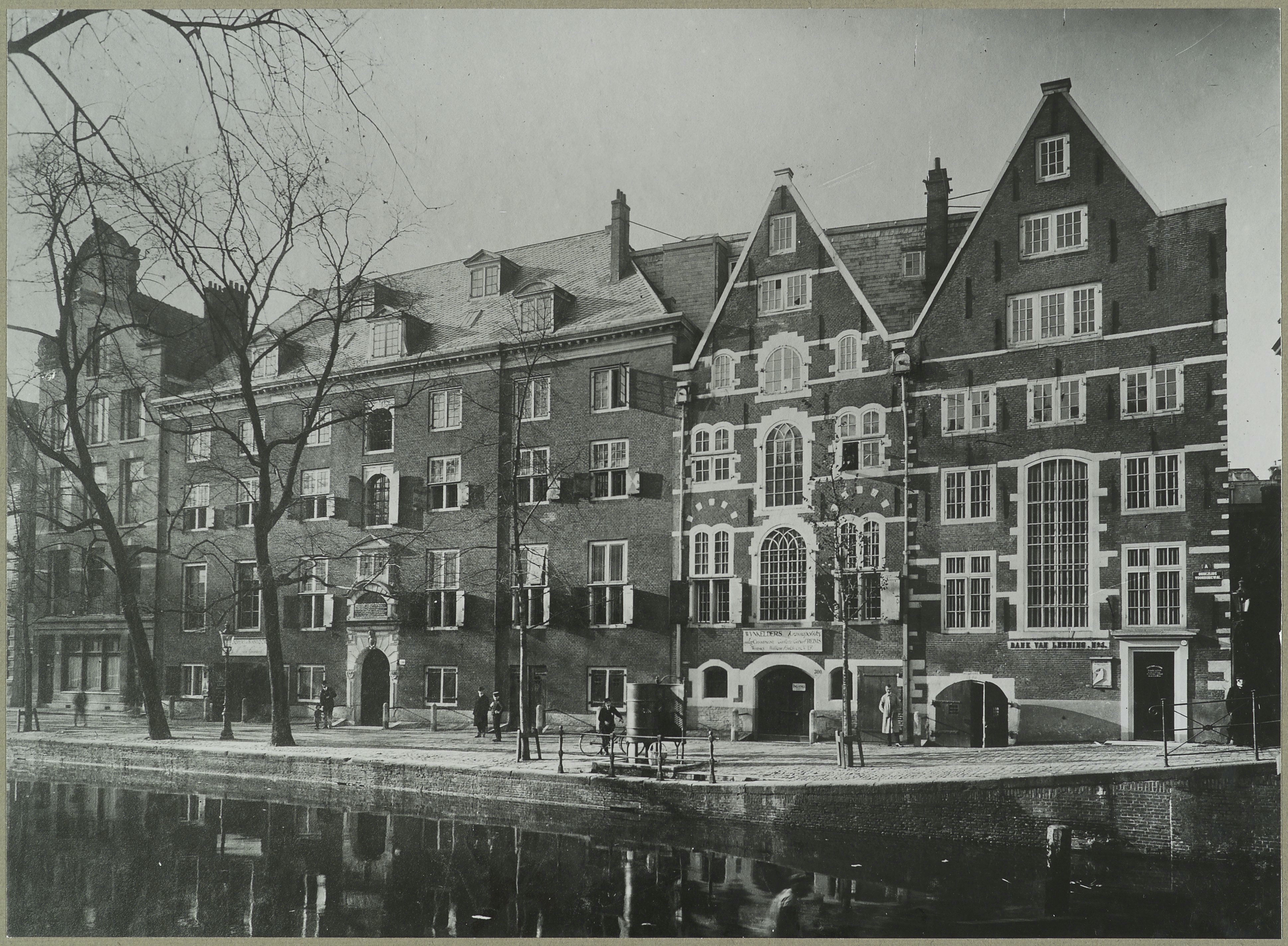
Stadsbank van Lening (De Lommerd), Oudezijds Voorburgwal 300 in 1940.
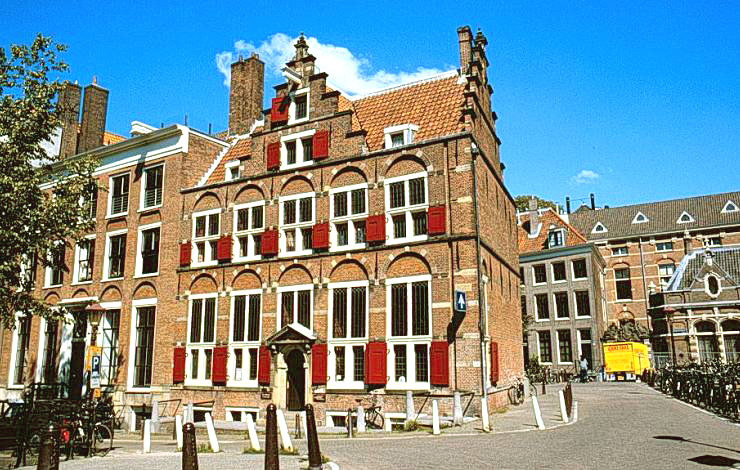
Huis aan de Drie Grachten, OZ Voorburgwal 249.